# Leontodon asperus
Leontodon asperus là một loài thực vật có hoa trong họ Cúc. Loài này được (Waldst. & Kit.) mô tả khoa học đầu tiên năm 1875.